# МКС-73
МКС-73 — семьдесят третья долговременная экспедиция Международной космической станции (МКС), которая началась в момент отстыковки пилотируемого космического корабля «Союз МС-26» 19.04.2025, 21:57 UTC. Экспедиция начала работу в составе семи человек, перешедших из экипажа МКС-72.
2 августа 2025 года, 06:26 UTC экспедицию пополнили ещё четыре члена экипажа корабля SpaceX Crew-11 в момент стыковки со станцией. 8 августа 2025 года, 22:15 UTC предыдущий корабль SpaceX Crew-10 отстыковался от станции и вернулся на Землю вместе с четырьмя членами экипажа 9 августа 2025 года, 15:33 UTC.
27 ноября 2025 года экспедицию пополнят три члена экипажа корабля «Союз МС-28». Завершится экспедиция 9 декабря 2025 года в момент отстыковки от станции корабля «Союз МС-27» с тремя членами экипажа.

## Экипаж
| Должность                 | 19.04.25—02.08.25                             | 02.08.25—08.08.25                             | 08.08.25—27.11.25                    | 27.11.25—09.12.25                    | № полёта | Дата прибытия                           | Корабль доставки | Отбытие          | Корабль отбытия  |
| ------------------------- | --------------------------------------------- | --------------------------------------------- | ------------------------------------ | ------------------------------------ | -------- | --------------------------------------- | ---------------- | ---------------- | ---------------- |
| Бортинженер               | Энн Макклейн                                  | Энн Макклейн                                  |                                      |                                      | 2        | Перевод из МКС-72 (на МКС с 16.03.2025) | SpaceX Crew-10   | 08.08.2025       | SpaceX Crew-10   |
| Бортинженер               | Николь Айерс                                  | Николь Айерс                                  | 1                                    |                                      |          | Перевод из МКС-72 (на МКС с 16.03.2025) | SpaceX Crew-10   | 08.08.2025       | SpaceX Crew-10   |
| Командир МКС              | Такуя Ониши (командир с 18.04.25 по 05.08.25) | Такуя Ониши (командир с 18.04.25 по 05.08.25) | 2                                    |                                      |          | Перевод из МКС-72 (на МКС с 16.03.2025) | SpaceX Crew-10   | 08.08.2025       | SpaceX Crew-10   |
| Бортинженер               | Кирилл Песков                                 | Кирилл Песков                                 | 1                                    |                                      |          | Перевод из МКС-72 (на МКС с 16.03.2025) | SpaceX Crew-10   | 08.08.2025       | SpaceX Crew-10   |
| Бортинженер, командир МКС | Сергей Рыжиков (командир с 05.08.25)          | Сергей Рыжиков (командир с 05.08.25)          | Сергей Рыжиков (командир с 05.08.25) | Сергей Рыжиков (командир с 05.08.25) | 3        | Перевод из МКС-72 (на МКС с 08.04.2025) | Союз МС-27       | 09.12.2025       | Союз МС-27       |
| Бортинженер               | Алексей Зубрицкий                             | Алексей Зубрицкий                             | Алексей Зубрицкий                    | Алексей Зубрицкий                    | 1        | Перевод из МКС-72 (на МКС с 08.04.2025) | Союз МС-27       | 09.12.2025       | Союз МС-27       |
| Бортинженер               | Джонатан Ким                                  | Джонатан Ким                                  | Джонатан Ким                         | Джонатан Ким                         | 1        | Перевод из МКС-72 (на МКС с 08.04.2025) | Союз МС-27       | 09.12.2025       | Союз МС-27       |
| Бортинженер               |                                               | Зена Кардман                                  | Зена Кардман                         | Зена Кардман                         | 1        | 02.08.2025                              | SpaceX Crew-11   | Перевод в МКС-74 | Перевод в МКС-74 |
| Бортинженер               | Эдвард Финк                                   | Эдвард Финк                                   | Эдвард Финк                          | 4                                    |          | 02.08.2025                              | SpaceX Crew-11   | Перевод в МКС-74 | Перевод в МКС-74 |
| Бортинженер               | Кимия Юи                                      | Кимия Юи                                      | Кимия Юи                             | 2                                    |          | 02.08.2025                              | SpaceX Crew-11   | Перевод в МКС-74 | Перевод в МКС-74 |
| Бортинженер               | Олег Платонов                                 | Олег Платонов                                 | Олег Платонов                        | 1                                    |          | 02.08.2025                              | SpaceX Crew-11   | Перевод в МКС-74 | Перевод в МКС-74 |
| Бортинженер               |                                               |                                               |                                      | Сергей Кудь-Сверчков                 | 2        | 27.11.2025                              | Союз МС-28       | Перевод в МКС-74 | Перевод в МКС-74 |
| Бортинженер               | Сергей Микаев                                 | 1                                             |                                      |                                      |          | 27.11.2025                              | Союз МС-28       | Перевод в МКС-74 | Перевод в МКС-74 |
| Бортинженер               | Кристофер Ли Уильямс                          | 1                                             |                                      |                                      |          | 27.11.2025                              | Союз МС-28       | Перевод в МКС-74 | Перевод в МКС-74 |

## Ход экспедиции

### Выходы в открытый космос
- 1 мая 2025 года,  Энн Макклейн и  Николь Айерс, выход из модуля "Квест" длительностью 5 ч 44 мин[5], астронавты демонтировали коммуникационное оборудование, а также установили крепление для последующего развёртывания солнечной батареи iROSA 2A; помимо этого, астронавты выполнили несколько дополнительных заданий, в том числе провели силовой кабель к российскому сегменту орбитальной станции и провели демонтажные работы с защитным покрытием от микрометеоритов.[6]

### Принятые грузовые корабли
- SpaceX CRS-32, запуск 21 апреля 2025 года, 08:15 UTC[7], стыковка 22 апреля 2025 года, 12:40 UTC[8].
- Прогресс МС-31, запуск 3 июля 2025 года, 19:32 UTC[9], стыковка 5 июля 2025 года, 21:25 UTC.

### Отстыкованные грузовые корабли
- SpaceX CRS-32, отстыковка 23 мая 2025 года, 16:05 UTC[10], приводнение 25 мая 2025 года, 05:44 UTC[11].
- Прогресс МС-29, отстыковка 1 июля 2025 года, 18:43 UTC[12], затопление 1 июля 2025 года, 22:30 UTC[13].

### Экспедиция посещения
SpaceX AX-4 — четвёртый пилотируемый коммерческий (туристический) космический полёт на корабле Crew Dragon к Международной космической станции, организуемый техасской американской компанией «Аксиом Спейс» в сотрудничестве с SpaceX и НАСА.
- Запуск 25 июня 2025, 06:31 UTC[14].
- Cтыковка 26 июня, 10:31 UTC к модулю «Гармония» (IDA-3 на PMA-3)[15].
- Отстыковка 14 июля 2025, 11:15 UTC[16].
- Приводнение и возвращение на Землю 15 июля 2025, 09:31 UTC[17].
- Общая длительность полёта составила 20 сут 2 ч 59 мин, время пребывания на МКС — 18 сут 43 мин.